# Rene Zahkna
Rene Zahkna, né le 2 octobre 1994 à Võru, est un biathlète estonien. 

## Biographie
Il est membre du club de ski d'Elva.
Fils du biathlète Hillar Zahkna, il commence sa carrière internationale lors de la saison 2011-2012, où il récolte deux médailles d'argent aux Jeux olympiques de la jeunesse en sprint et poursuite. En 2013, il remporte aussi deux médailles individuelles aux Championnats du monde des jeunes. Aux Championnats d'Europe junior en 2014, il gagne son premier titre sur l'individuel et la médaille de bronze au relais mixte. Lors de l'édition 2015, il ajoute deux médailles d'argent individuelles à son palmarès.
En Coupe du monde, il fait ses débuts en 2014 à Kontiolahti. Il y marque ses premiers points en janvier 2016 à l'individuel de Ruhpolding (34e).
Aux Jeux olympiques d'hiver de 2018, il est 75e du sprint, 65e de l'individuel et 13e du relais. En 2019, il obtient son meilleur résultat en Coupe du monde avec une 29e place à Soldier Hollow.
En début d'année 2020, en compagnie de Regina Oja, il termine deuxième du relais simple mixte à Pokljuka, soit son premier podium en Coupe du monde et de l'Estonie dans cette discipline.

## Palmarès

### Jeux olympiques d'hiver
| Épreuve / Édition | Individuel | Sprint | Poursuite | Départ en masse | Relais | Relais mixte |
| Pyeongchang 2018  | 65e        | 75e    | -         | -               | 13e    | -            |
| Pékin 2022        | 68e        | 50e    | 50e       | -               | 15e    | 15e          |

- - : pas de participation à l'épreuve.

### Championnats du monde
| Édition / Épreuve       | Individuel | Sprint | Poursuite | Mass start | Relais | Relais mixte | Relais mixte simple              |
| ----------------------- | ---------- | ------ | --------- | ---------- | ------ | ------------ | -------------------------------- |
| Kontiolahti 2015        | —          | —      | —         | —          | 15e    | —            | Épreuve inexistante à cette date |
| Oslo 2016               | 81e        | —      | —         | —          | 14e    | 21e          | Épreuve inexistante à cette date |
| Hochfilzen 2017         | 45e        | —      | —         | —          | 21e    | 21e          | Épreuve inexistante à cette date |
| Östersund 2019          | —          | 68e    | —         | —          | 14e    | 14e          | 11e                              |
| Antholz-Anterselva 2020 | 35e        | 59e    | 49e       | —          | 21e    | 15e          | 12e                              |
| Pokljuka 2021           | 32e        | 42e    | 39e       | —          | 21e    | 19e          | 10e                              |
| Oberhof 2023            | 90e        | 58e    | DNS       | —          | 15e    | 15e          | 9e                               |
| Nove Mesto 2024         | 40e        | 36e    | 40e       | —          | 17e    | 12e          | 11e                              |
| Lenzerheide 2025        | 46e        | 69e    | —         | —          | 11e    | 13e          | 15e                              |

Légende :
- — : non disputée par Zahkna

### Coupe du monde
- Meilleur classement général : 60e en 2023.
- Meilleur résultat individuel : 17e.
- 1 podium en relais simple mixte : 1 deuxième place.

#### Classements en Coupe du monde
| Saison    | Classement général final | Individuel | Sprint | Poursuite | Mass start |
| 2013-2014 | nc                       |            | nc     |           |            |
| 2014-2015 | nc                       |            | nc     |           |            |
| 2015-2016 | 97e                      | 58e        | nc     | 79e       |            |
| 2016-2017 | nc                       | nc         | nc     | nc        |            |
| 2017-2018 | 90e                      | nc         | 80e    | nc        |            |
| 2018-2019 | 84e                      | nc         | 85e    | 63e       |            |
| 2019-2020 | 89e                      | 59e        | nc     | nc        |            |
| 2020-2021 | 84e                      | 50e        | nc     | 76e       |            |
| 2021-2022 | 72e                      | 37e        | 64e    | nc        |            |
| 2022-2023 | 60e                      | nc         | 48e    | 60e       |            |
| 2023-2024 | 68e                      | 53e        | nc     | 60e       |            |

### Championnats du monde jeunesse
- Médaille d'argent de la poursuite en 2013.
- Médaille de bronze du sprint en 2013.

### Championnats d'Europe junior
- Médaille d'or de l'individuel en 2014.
- Médaille de bronze du relais mixte en 2014.
- Médaille d'argent de l'individuel et de la poursuite en 2015.

### Jeux olympiques de la jeunesse
- Médaille d'argent du sprint et de la poursuite en 2012.